# Kitagawa
Pour les articles homonymes, voir Kitagawa (homonymie).
Kitagawa (北川村, Kitagawa-mura) est un village du district d'Aki, dans la préfecture de Kōchi au Japon.

## Géographie
Le village de Kitagawa est situé dans le nord-est de la préfecture de Kōchi.
Le fleuve Nahari traverse la partie ouest du village avant de se jeter dans l'océan Pacifique en baie de Tosa, dans le bourg voisin de Nahari.
Près de 95 % de la superficie du village sont recouverts de forêts.

### Démographie
Au 1er février 2016, la population de Kitagawa s'élevait à 1 389 habitants répartis sur une superficie de 196,73 km2.

### Municipalités voisines
| Umaji          | Umaji                               | Kaiyō*        |
| Umaji / Yasuda | Kitagawa(* préfecture de Tokushima) | Kaiyō* / Tōyō |
| Tano / Nahari  | Nahari / Muroto                     | Tōyō          |

### Climat
Le climat du village de Kitagawa est du type tempéré chaud. La température annuelle moyenne est d'environ 15,6 °C et les précipitations annuelles sont de 2 226 mm. L'hiver, le mercure peut descendre jusqu'à 3 °C et grimper jusqu'à 29 °C en été.

## Histoire
En 1889, au cours de la mise en place du nouveau système d'administration des municipalités élaboré par le gouvernement de Meiji, le village de Kitagawa est officiellement fondé par le regroupement de plusieurs villages et intégré au district d'Aki nouvellement créé.

## Symboles municipaux
L'arbre symbole de la municipalité de Kitagawa est le paulownia, sa fleur symbole le nashi et son oiseau symbole le zostérops du Japon.

## Culture locale et patrimoine

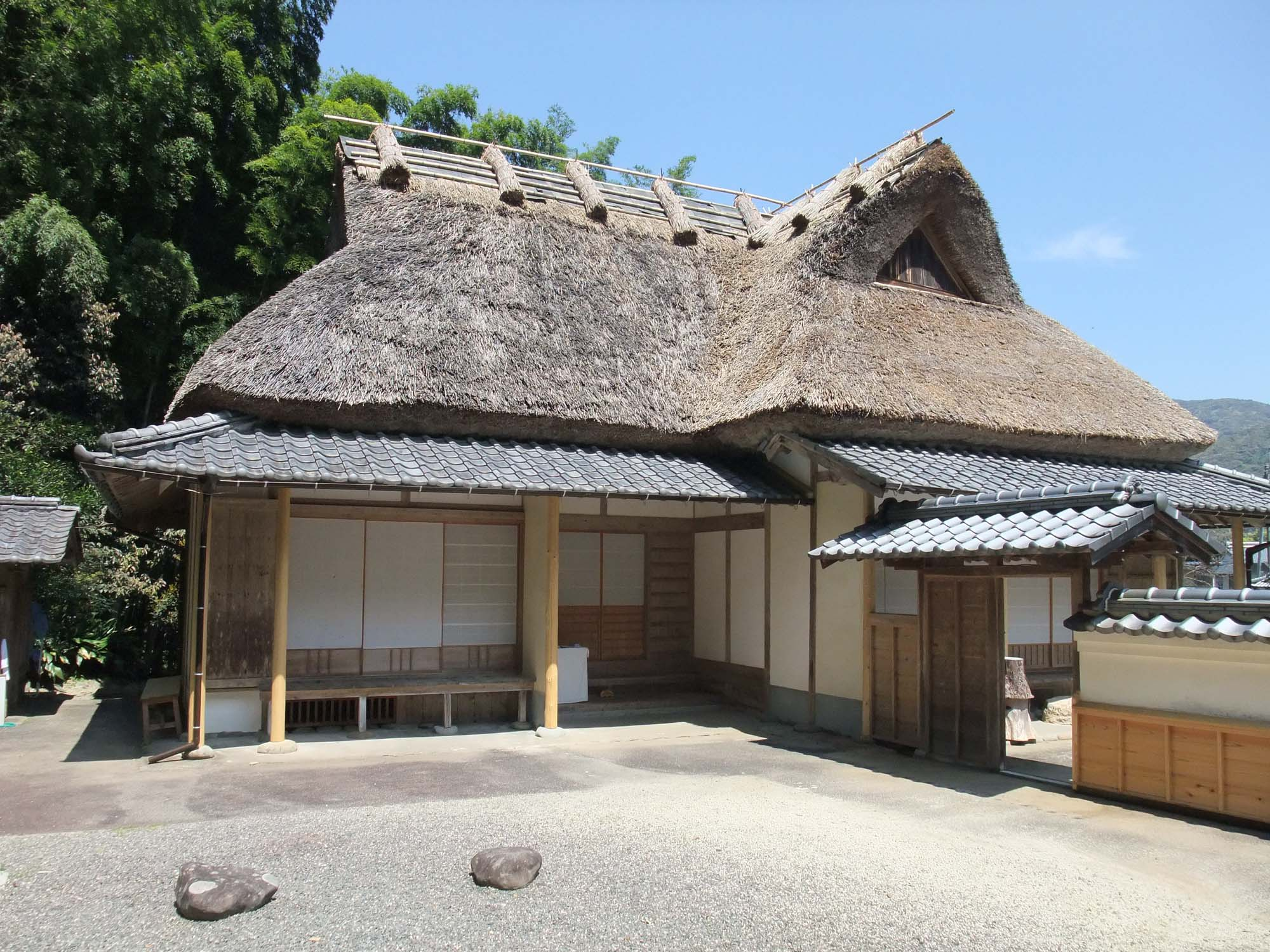
Nakaoka Shintaro2009 04 11auteur YANAJIN

### Jardin de Monet Marmottan
Le jardin de Monet Marmottan est une reproduction des jardins du peintre Claude Monet situés à Giverny, en France. En été, des visiteurs s'y pressent pour admirer la floraison des nénuphars dans le « jardin d’eau ».

### Personnalités liées à la commune
Nakaoka Shintarō, samouraï japonais de la période du Bakumatsu (1854-1867), est né dans le domaine de Tosa qui correspond à l'actuel village de Kitagawa. Le village possède un musée retraçant la vie de cet homme.